# グレーツ数
グレーツ数（グレーツすう）とは、流体力学で用いられる無次元数の一つ。層流伝熱の様子を表現するのに使われる。以下の公式で求められる。
{\displaystyle Gr={\frac {WCp}{kL}}}
ただし、{\displaystyle Gr}はグレーツ数、{\displaystyle W}は管の内部を流れる流体の単位時間当たりの流量、{\displaystyle Cp}は流体の比熱、{\displaystyle k}は流体の熱伝導率、{\displaystyle L}は管の長さを意味している。ただし、乱流についてはグレーツ数だけでは処理できない。